# Számterjedelemteszt
A számterjedelem-teszt egyike a legelterjedtebb verbális munkamemória feladatoknak, amelyet 1887-ben Jacobs dolgozott ki. Népszerűségét a Wechsler intelligenciatesztnek köszönheti. Két típust különböztetünk meg: a forward (előrefelé) és a backward (visszafelé) tesztet. A forward a rövid távú emlékezet részét képező fonológiai hurok kapacitására legtöbbet alkalmazott mérőeljárás. Ezzel szemben a backward -ugyancsak a munkamemória részét képező- központi végrehajtót vizsgálja.

## A vizsgálat menete
A vizsgálatvezető egyjegyű számokat olvas fel, egy másodperces szünetet tartva közöttük. A kísérleti személyek különböző hosszúságú számsorozatokat hallanak. A forward típus esetén a vizsgálati személyeknek a számsorozatot a hallott sorrendben, backward alkalmazásánál visszafelé kell megismételni. Az első számsorozat három, az utolsó kilenc számjegyből áll. Egy blokkba négy azonos hosszúságú számsorozat tartozik. 50%-os teljesítmény után haladhatunk tovább. Kizárólag a számsorozatok pontos megismétlése fogadható el, kihagyások, felcserélések, konfabulációk hibáknak számítanak. Az utolsó elfogadható blokk sorozathosszúsága adja a vizsgálati személy rövid távú emlékezeti terjedelmét.